# Biberbrunnen (Heilbronn)

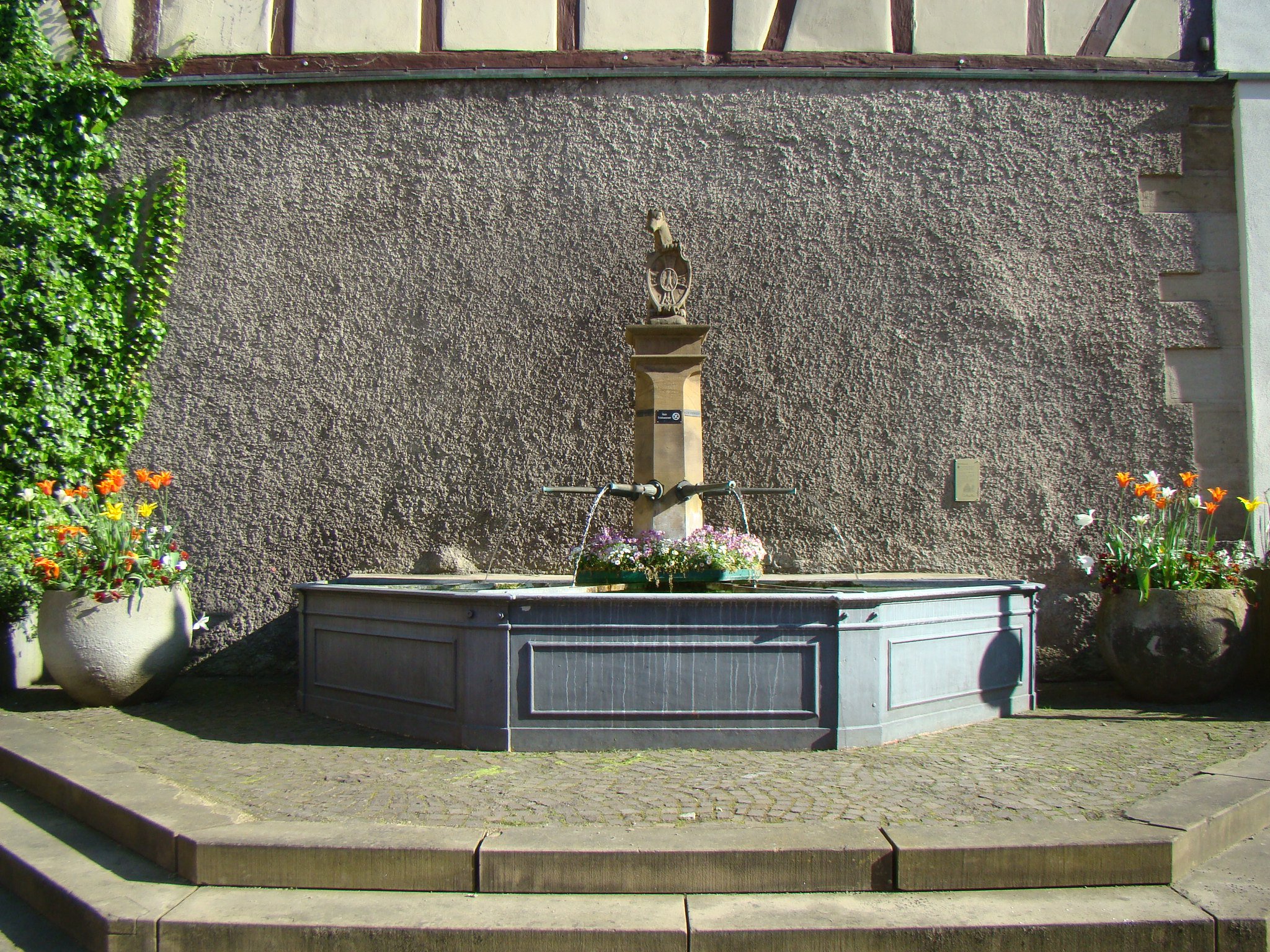
Biberbrunnen

Der Biberbrunnen ist ein denkmalgeschütztes Kulturdenkmal im Heilbronner Stadtteil Biberach.

## Beschreibung
Der Brunnen an der Giebelseite des Wohnhauses Unterlandstraße 2 wurde im 17. Jahrhundert im Barockstil errichtet. Für das Jahr 1629 ist hier ein „Röhrbrunnen“ belegt, später ist von einem Brunnen mit vier Röhren die Rede. Der Brunnenkasten ist ungleichseitig polygonal mit einer langen Seite an der Hauswand. Ein steinerner, auf dem Brunnenstock sitzender Biber hält das Wappen des Deutschen Ordens, der seit dem Jahre 1681 die Ortsherrschaft über Biberach innehatte.